# 週刊プライムオンラインS
『週刊プライムオンラインS』（しゅうかんプライムオンラインエス）は、BSフジで2022年4月9日から2024年9月28日まで毎週土曜（JST）に生放送されていた報道番組。

## 概要
『プライムオンラインTODAY』の週末版として2022年4月9日にスタートした。
フジテレビによるニュースサイト『FNNプライムオンライン』をベースとして、同サイトにて配信された記事の中より、「今日1日これまでに何があったのか?」「世の中は今、何に関心があるのか?」をキャッチコピーとして当日のニュースをトップ10とした上で、コンパクトに伝えてい、また、放送時間は原則として生放送、2022年4月の開始当初は土曜日の13:00 - 13:55枠で放送してきたが、2023年4月からは1時間繰り上げとなり12:00 - 12:55枠で放送していた。
2024年9月28日に放送終了。10月5日より後継番組として18:00 - 18:55枠で『プライムオンライン どようび』がスタート。渡辺は引き続き出演する。

## 出演者
登坂、大竹以外出演当時、フジテレビアナウンサー。

### メインキャスター
- 渡辺和洋（2022年4月 - 2024年9月）
- 大竹真（2024年4月 - 2024年9月）
- 高崎春（2024年7月 - 2024年9月）【隔週交代】
- 宮本真綾（2024年7月 - 2024年9月）【隔週交代】

#### 過去の出演者
- 登坂淳一（2022年4月 - 2024年3月）（フリーアナウンサー、元NHKアナウンサー）[注 1]
- 小澤陽子（2022年4月 - 2023年12月)
- 新美有加（2024年1月 - 2024年6月）

#### 代役キャスター
- 内田嶺衣奈
- 德田聡一朗
- 岸本理沙